# Liste der Kulturdenkmäler in Basberg
In der Liste der Kulturdenkmäler in Basberg sind alle Kulturdenkmäler der rheinland-pfälzischen Ortsgemeinde Basberg aufgeführt. Grundlage ist die Denkmalliste des Landes Rheinland-Pfalz (Stand: 17. Juli 2023).

## Einzeldenkmäler
| Bezeichnung                          | Lage                                     | Baujahr                    | Beschreibung | Bild                           |
| ------------------------------------ | ---------------------------------------- | -------------------------- | --- | ------------------------------ |
| Hofanlage                            | Am Katzenberg 7 Lage                     | 19. Jahrhundert            | Streckhof, 19. Jahrhundert                                                                                              | Fotos hochladen                |
| Wohnhaus                             | Aueler Straße 5/7 Lage                   | Mitte des 18. Jahrhunderts | Wohnhaus einer ehemaligen Hofanlage, wohl aus der Mitte des 18. Jahrhunderts, am Anfang des 20. Jahrhunderts vergrößert | Fotos hochladen                |
| Katholische Filialkirche St. Eligius | Lissendorfer Straße 3 Lage               | 1846                       | kleiner klassizistischer Saalbau, 1846                                                                                  | weitere Bilder Fotos hochladen |
| Hofanlage                            | Oberbettinger Straße 4 Lage              |                            | stattliche Hofanlage mit mehreren, um einen Hof gruppierten Gebäuden                                                    | Fotos hochladen                |
| Wegekreuz                            | nördlich des Ortes an einem Feldweg Lage | 1693                       | Schaftkreuz, Sandstein, bezeichnet 1693, neues Abschlusskreuz                                                           | BW                             |